# The Amazing Race 16
The Amazing Race 16 là chương trình thứ 16 của loạt chương trình truyền hình thực tế, The Amazing Race. The Amazing Race 16 bao gồm 11 đội 2 người đã quen biết từ trước trong cuộc đua vòng quanh thế giới.
Chương trình bắt đầu phát sóng ngày 14/2/2010 trên kênh truyền hình CBS. Chặng chung kết lên sóng ngày 9/5/2010. Phil Keoghan vẫn tiếp tục dẫn chương trình.
Hai anh em Dan & Jordan đã giành chiến thắng chung cuộc trong Cuộc đua lần này.

## Sản xuất

### Quay phim
Chương trình thứ 16 đi qua 5 châu lục và 9 quốc gia, bao gồm Chile, Pháp, và lần đầu tiên tới Seychelles với quãng đường dài trên 64000 km.
Các đội thi được nhìn thấy tại sân bay quốc tế Los Angeles vào ngày 28/11/2009.
Thí sinh được nhìn thấy điểm danh tại Trạm dừng ở Puerto Varas, Chile ngày 2/12. Quay phim cũng được nhìn thấy tại Bariloche, Argentina, trước khi sang Đức. Nhóm sản xuất cũng được nhìn thấy tại Singapore, đặc biệt là gần khu vực Bugis và Singapore Flyer.
Chặng 4 chào đón sự trở lại của Intersection kể từ chương trình Kì cựu. Đây là lần đầu tiên Intersection xuất hiện kèm với Roadblock, thay vì bộ đôi Fast Forward và Detour như trong những chương trình trước đó. Một thành viên từ mỗi đội sẽ cùng với thành viên từ đội cặp với mình hoàn thành thử thách Chướng ngại vật. Đây cũng là lần đầu tiên có 4 đội bắt cặp thay vì 3 đội như những lần trước do Intersection xuất hiện khá sớm trong cuộc đua khi còn lại tới 8 đội thi.
Trong chặng 8, Jet & Cord trở thành đội đầu tiên về nhất trong một chặng dù phải thực hiện Speed Bump kể từ khi hình phạt này ra đời trong chương trình số 12. Chặng này cũng chứng kiến thứ hạng của các đội bị đảo ngược so với chặng trước đó. Điều này rất hiếm khi xảy ra trong cuộc đua, đây chỉ là lần thứ hai. Lần đầu xảy ra ở nhóm 4 đội cuối cùng của chương trình số 7.
Cảnh báo U-Turn trong chặng 9 nằm trong đầu mối đầu tiên mà các đội nhận được. Đây là lần đầu tiên Fast Forward và U-Turn xuất hiện trong cùng một chặng. Allan Wu, người dẫn chương trình của The Amazing Race Asia cũng xuất hiện trong chặng này để đưa hướng dẫn cho các đội.
Hà Bình Bình, người đàn ông nhỏ bé nhất thế giới và Bào Hỉ Thuận, từng là người đàn ông cao nhất thế giới đã lần lượt xuất hiện trong chặng 10 và 11 của cuộc đua tại Thượng Hải.
Chặng 10 được đánh dấu bằng lần đầu tiên có hai thử thách Roadblock trong cùng 1 chặng thi. Ở cuối chặng này, chương trình cũng dành thời gian để tưởng niệm đến Hà Bình Bình. Ông qua đời không lâu sau khi xuất hiện trên The Amazing Race.

### Đội thi
Hạn chót nộp đơn ban đầu vào ngày 10/7/2009 nhưng sau đó được gia hạn. Các đội vào vòng bán kết được phòng vấn vào khoảng tháng 8/2009 và đợt phỏng vấn cuối cùng tổ chức tại Los Angeles vào khoảng tháng 9, 10/2009. Quay phim diễn ra vào khoảng tháng 11, 12/2009
CBS công bố danh sách các đội thi vào ngày 21/1/2010. Trong đó có những đội thi đáng chú ý như thí sinh của Big Brother 11 Jordan Lloyd (vô địch season 11) và Jeff Schroeder, Hoa hậu Teen Carolina 2007 Caitlin Upton và bạn trai, Brent Horne, và huấn luyện viên bóng chày nổi tiếng Steve Smith, cùng thi với con gái anh, Allie. Jody Kelly, 71 tuổi, thí sinh lớn tuổi nhất trong lịch sử cùng thi với cháu gái Shannon. Thành phần còn lại của các đội còn có cao bồi và thám tử. Đây còn là chương trình đầu tiên có sự tham gia của một cặp vợ chồng gốc Á.

## Kết quả
Các đội sau đã tham gia vào cuộc đua và được sắp xếp theo thứ hạng sau kết thúc chặng đua. Quan hệ giữa 2 thành viên trong một đội được ghi nhận vào lúc cuộc đua diễn ra. Bảng sau không hoàn toàn ghi lại tất cả những sự kiện xảy ra trong cuộc đua mà chỉ là những thông tin tiêu biểu và chính yếu nhất trong từng chặng. 
| Đội              | Quan hệ                  | Thứ hạng từng chặng | Thứ hạng từng chặng | Thứ hạng từng chặng | Thứ hạng từng chặng | Thứ hạng từng chặng | Thứ hạng từng chặng | Thứ hạng từng chặng | Thứ hạng từng chặng | Thứ hạng từng chặng | Thứ hạng từng chặng | Thứ hạng từng chặng | Thứ hạng từng chặng | Thực hiện Roadblock |
| Đội              | Quan hệ                  | 1                   | 2                   | 3                   | 4                   | 5                   | 6                   | 7                   | 8                   | 9                   | 10                  | 11                  | 12                  | Thực hiện Roadblock |
| ---------------- | ------------------------ | ------------------- | ------------------- | ------------------- | ------------------- | ------------------- | ------------------- | ------------------- | ------------------- | ------------------- | ------------------- | ------------------- | ------------------- | ------------------- |
| Dan & Jordan     | Anh em                   | 82                  | 8                   | 6                   | 6(3)                | 4                   | 5                   | 2                   | 5                   | 1ƒ                  | 3                   | 3                   | 1                   | Dan 6, Jordan 5     |
| Jet & Cord       | Anh em / Cao bồi         | 3                   | 1                   | 1                   | 4 (1)               | 3                   | 4                   | 69                  | 1                   | 3                   | 1                   | 2                   | 2                   | Jet 6, Cord 6       |
| Brent & Caite    | Tình nhân/Người mẫu      | 71                  | 4                   | 74                  | 7(4)                | 6                   | 68                  | 3                   | 4                   | 2>                  | 2                   | 1                   | 3                   | Brent 7, Caite 5    |
| Louie & Michael  | Thám tử                  | 9                   | 9                   | 8                   | 1(1)                | 1>                  | 1                   | 4                   | 3                   | 4                   | 4                   | 4                   |                     | Louie 6, Michael 5  |
| Carol & Brandy   | Tình nhân                | 6                   | 3                   | 3                   | 5(3)                | 5                   | 2                   | 5                   | 2                   | 5 <                 |                     |                     |                     | Carol 4, Brandy 4   |
| Steve & Allie    | Cha con                  | 4                   | 7                   | 2                   | 2(2)                | 2                   | 3                   | 1                   | 6                   |                     |                     |                     |                     | Steve 4, Allie 3    |
| Jordan & Jeff    | Mới hẹn hò               | 1                   | 6                   | 5                   | 8(4)ƒ               | 7                   | 7                   |                     |                     |                     |                     |                     |                     | Jordan 2, Jeff 3    |
| Joe & Heidi      | Vợ chồng                 | 5                   | 2                   | 4                   | 3 (2)               | 8<7                 |                     |                     |                     |                     |                     |                     |                     | Joe 2, Heidi 2      |
| Monique & Shawne | Luật sư                  | 2                   | 5                   | 9                   |                     |                     |                     |                     |                     |                     |                     |                     |                     | Monique 1, Shawne 2 |
| Jody & Shannon   | Bà cháu                  | 10                  | 10                  |                     |                     |                     |                     |                     |                     |                     |                     |                     |                     | Jody 1, Shannon 1   |
| Dana & Adrian    | Tình nhân thời trung học | 11                  |                     |                     |                     |                     |                     |                     |                     |                     |                     |                     |                     | Dana 0, Adrian 13   |

Chú giải 1: Brent & Caite ban đầu về nhì nhưng phải chịu hình phạt 30 phút do đã đi bộ thay vì đi cáp (funicular) theo hướng dẫn; họ đã tụt xuống vị trí thứ 7.

Chú giải 2: Dan & Jordan ban đầu về thứ 4 nhưng phải chịu hình phạt 15 phút do làm mất chổi quét sơn trong thử thách phụ nên đã tụt xuống vị trí thứ 8.

Chú giải 3: Dana & Adrian đã không thể thực hiện Roadblock trong Chặng 1. Sau lần thử thứ hai thất bại và các đội khác đều đã điểm danh ở Trạm dừng, Phil đã đến địa điểm thực hiện Roadblock và tuyên bố họ đã bị loại.
Chú giải 4:  Khởi hành chặng 3, Brent & Caite được xuất phát ở ví trí thư 4 nhưng cả hai đã nhập viện do bị mất nước tại một bệnh viện địa phương. Họ xuất phát 3 giờ 5 phút trễ hơn so với giờ xâất phát ban đầu.

Chú giải 5:  U-Turn trong chặng 5 là một U-Turn ẩn; Louie & Michael không phải tiết lộ họ là người đã sử dụng U-Turn.

Chú giải 6:  Brent & Caite ban đầu về thứ 6 nhưng do bỏ sót đầu mối tại trạm U-Turn, nên phải quay trở lại trạm để nhận đầu mối cuối cùng. Tuy nhiên, thứ hạng của họ đã không bị thay đổi.

Chú giải 7:  Sau khi bị U-Turn, Joe & Heidi đã không thể hoàn thành thử thách còn lại của Lựa chọn kép. Sau khi tất cả các đội đã điểm danh tại Trạm dừng, Phil đã đi đến địa điểm và loại họ ra khỏi cuộc đua.

Chú giải 8:  Brent & Caite ban đầu về đích thứ 3 nhưng đã không hoàn thành Detour. Họ đã tình cờ đi theo Carol & Brandy tới Trạm dừng. Họ phải quay trở lại, thực hiện Detour và điểm danh thứ 6.

Chú giải 9:  Jet & Cord ban đầu về thứ 5, nhưng do bỏ sót đầu mối hướng dẫn cách đến Trạm dừng nên phải quay trở lại để lấy đầu mối bị mất và đã rơi xuống hạng chót.

Màu đỏ biểu thị đội đã bị loại.

Màu xanh biểu thị đội về chót trong một chặng an toàn.
Chữ ƒ biểu thị đội giành được Fast Forward.
>/< biểu thị đội sử dụng Yield/đội bị Yield tác động.

>< biểu thị chặng đua có U-Turn nhưng không đội nào sử dụng.

() biểu thị trình tự của các đội bắt cặp được thành lập. Các đội có cùng số thứ tự trong dầu ngoặc là hai đội bắt cặp cùng nhau.

## Tổng hợp cuộc đua

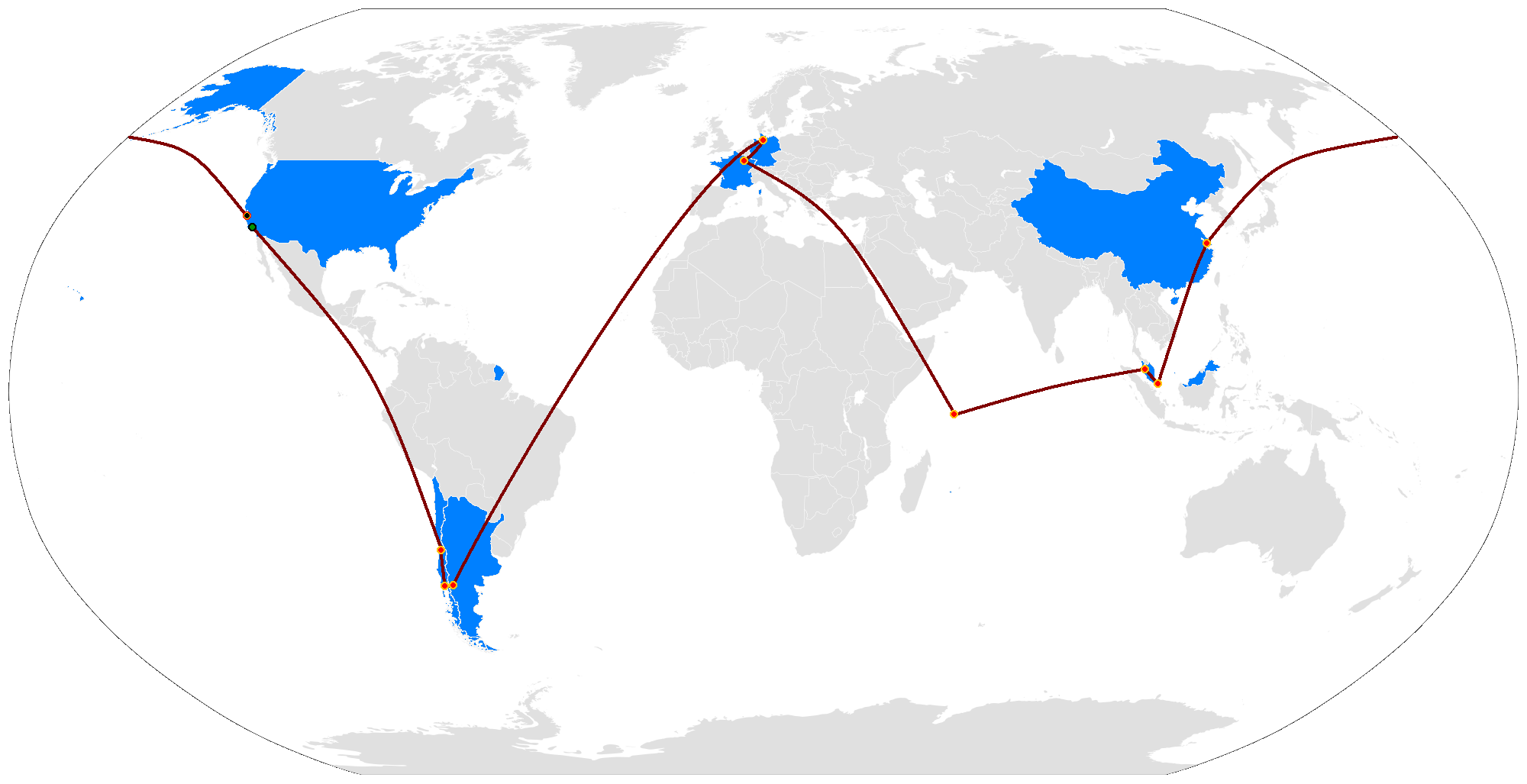
Lộ trình cuộc đua

### Chặng 1 (Hoa Kỳ → Chile)

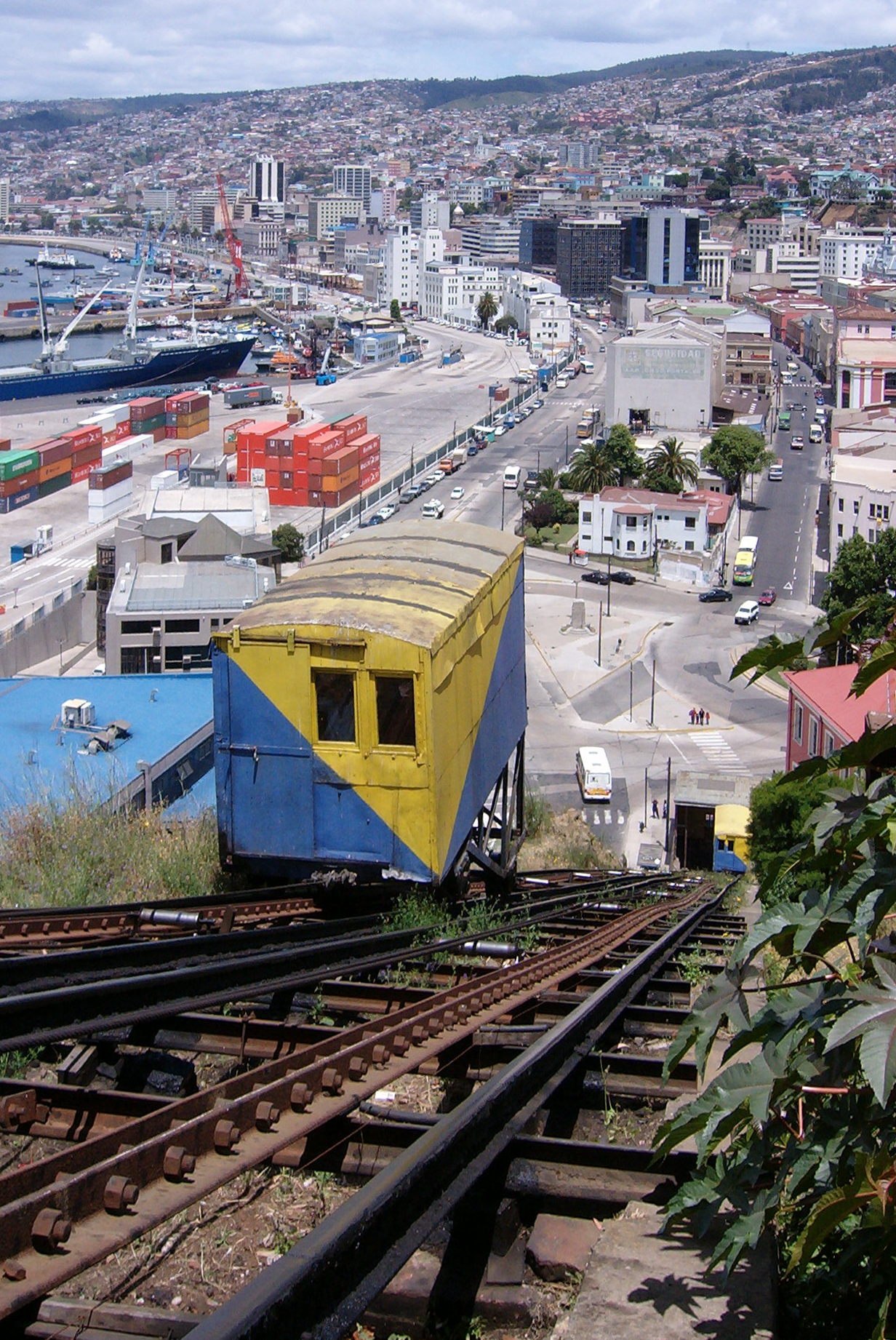
Ascensor tại Valparaíso, Chi Lê.

- Los Angeles, California,  Hoa Kỳ (Công viên Vista Hermosa) (Điểm xuất phát)
- Los Angeles (Sân bay quốc tế Los Angeles) đi Santiago,  Chile (Sân bay quốc tế Comodoro Arturo Merino Benítez)
- Santiago (Trạm bus San Borja) đi Valparaíso (Trạm bus Valparaíso)
- Viña del Mar (Pháo đài Wulff) (không được phát sóng) [9]
- Valparaíso (Ascensor Villaseca)
- Valparaíso (Ascensor Artilleria)
- Valparaíso (Paseo Templeman)
- Valparaíso (Palacio Baburizza)

Roadblock yêu cầu một thành viên của mỗi đội phải vượt qua một zipline dài 110m ở độ cao 37m.
Thử thách phụ
- Tại Paseo Templeman, các đội mang theo các dụng cụ sơn (4 thùng sơn, chổi quét sơn và một chiếc thang) và đi tìm một nhóm thợ sơn ở cạnh ngôi nhà có cùng màu sơn với thùng sơn họ mang theo. Khi đã tìm được ngôi nhà, các đội bắt đầu hoàn thành phần tường còn khuyết chưa được sơn để nhận đầu mối kế tiếp.

### Chặng 2 (Chile)

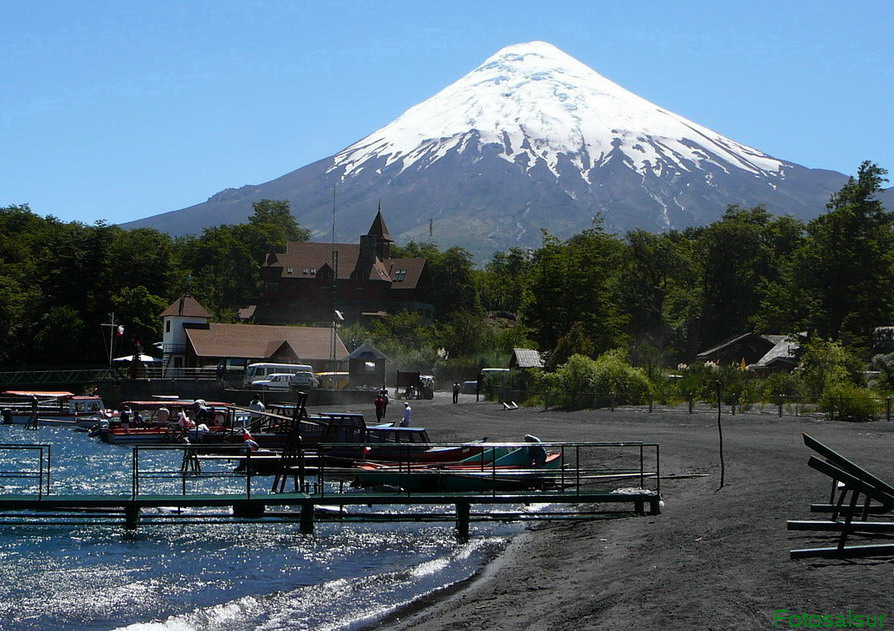
Trong chặng này, các đội đi đến vùng Los Lagos của Chile, nổi tiếng bởi các hồ nước và ngọn núi lửa Osorno.

- Valparaíso đi Puerto Varas, vùng Los Lagos thông qua Santiago
- Vườn quốc gia Vicente Pérez Rosales (Mirador, Isla Margarita, hồ Todos los Santos)
- Puerto Varas (Onces y Cabañas Bellavista (tiếng Tây Ban Nha))
- Puerto Varas (Gruta de la Virgen, Iglesia del Sagrado Corazón de Jesús de Puerto Varas)

Trong Lựa chọn kép đầu tiên của cuộc đua, các đội chọn giữa Llama Adoration và Condor Consternation. Trong Llama Adoration, các đội đi đến một nông trại. Tại đây, họ phải khoác một tấm chăn lên lưng và quấn một khăn vòng cổ lên một con lạc đà. Trong Condor Consternation, các đội đi đến một bờ biển, mang một đôi giày đặc biệt và sử dụng một con diều lượn có hình dáng của chim điêu lượn ra biển để lấy đầu mối kế tiếp.
 Trong Chướng ngại vật, các đội phải thu thập đầy đủ các thành phần để làm món bánh kuchen. Thành phần gồm có một đĩa bơ, một chén đường, một túi bột mì, 13 quả trứng gà và một li sữa bò mới vắt. Khi đã có đủ các nguyên liệu, các thí sinh phải mang chúng đến người làm bánh. Người này sẽ giao cho họ đầu mối kế tiếp. 

### Chặng 3 (Chile → Argentina)

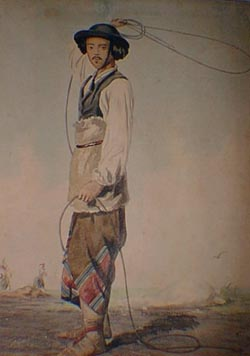
Nhiều thử thách trong chặng này lầy cảm hứng từ văn hóa Gaucho của Nam Mĩ.

- Puerto Varas (Trạm bus Del Salvador/Cruz del Sur) đi San Carlos de Bariloche, tỉnh Río Negro,  Argentina
- San Carlos de Bariloche (El Boliche Viejo)
- San Carlos de Bariloche (Peña Gaucha)
- Ñirihuau (tiếng Tây Ban Nha) (Puente Ñirihuau)
- Tỉnh Neuquén (Estancia Fortin Chacabuco Lưu trữ ngày 27 tháng 2 năm 2010 tại Wayback Machine (tiếng Tây Ban Nha))

 Roadblock  của chặng này yêu cầu một thành viên của mỗi đội sử dụng dây thong lọng để bắt một vật thể nằm cách 18 foot (5,5 m) cùng với đầu mối kế tiếp.
Trong  Detour , các đội lựa chọn giữa Horse Sense và Horse Power. Trong Horse Sense, các đội được giao cho một bộ các hướng dẫn, sử dụng một la bàn cho trước, họ phải tìm được một túi tiền cướp được chon dưới mặt đất. Sau đó, họ phải mang chiếc túi giao cho tên cầm đầu băn cướp. Nếu như số hiệu trên chiếc túi phù hợp với các tọa độ mà các đội đựa giao, tên cướp sẽ đưa cho họ một đồng bạc, có khắc tên địa điểm Pit Stop. Trong Horse Power, các đội đi đến một sân chơi polo, sử dụng một con ngựa gỗ dung trong luyện tập, các đội phải ghi bàn trong vòng 9 cú đánh để giành được chiếc cúp có in tên Pit Stop như là đầu mối kế tiếp của họ.
Thử thách phụ
- Tại El Boliche Viejo, các đội phải thắng một ván bài 5 lá để nhận được đầu mối kế tiếp.

### Chặng 4 (Argentina → Đức)

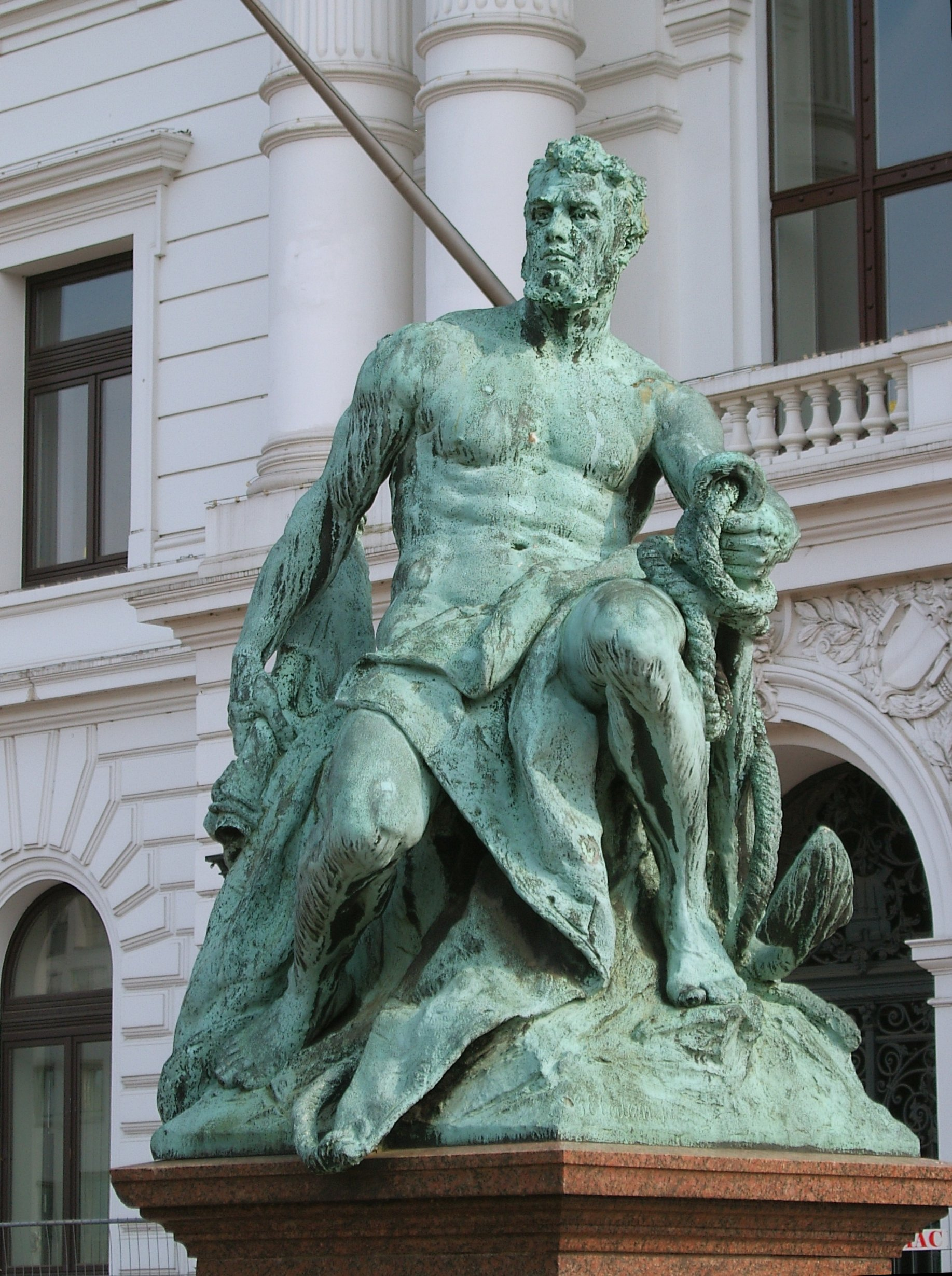
Tượng Kaiser Wilhelm Altonaer Rathaus, nơi các đội nhạn được đầu mối Lựa chọn kép.

- San Carlos de Bariloche (Sân bay quốc tế Teniente Luis Candelaria) to Frankfurt,  Đức (Sân bay quốc tế Frankfurt)
- Frankfurt đi Hamburg
- Hamburg (Jungfernstieg (tiếng Đức))
- Hamburg (Tượng Kaiser Wilhelm tại Altonaer Rathaus (tiếng Đức))
- Hamburg (Haifischbar (tiếng Đức))
- Hamburg (Beatles-Platz)
- Hamburg (Indra Musikclub (tiếng Đức))

Tại Giao điểm, mỗi đội phải bắt cặp với một đội khác để cùng thực hiện các thử thách tiếp theo tới khi có yêu cầu kế tiếp. 
Trong  Roadblock  đặc biệt này, 2 thành viên từ mỗi đội bắt cặp phải sử dụng hệ thống tàu S-Bahn tới cảng Hamburg và thực hiện một cú nhảy cao 150 foot (46 m). Sau Roadblock, các đội tách rời nhau ra.
 Detour là lựa chọn giữa Bóng đá và Dưa cải bắp (Sauerkraut). Trong Bóng đá, các đội đi đến sân vận động Adolf-Jäger-Kampfbahn (tiếng Đức) và phải thực hiện thành công 5 quả đá phạt vào 5 vị trí cố định trên cầu môn để nhận đầu mối kế tiếp. Trong Dưa cải bắp, các đội đi đến nhà hàng Alt Hamburger Bürgerhaus (tiếng Đức) và phải ăn hết một dĩa dưa cải bắp trong khi ban nhạc chơi bài "Sauerkraut Polka". Các đội phải hoàn thành trước khi ban nhạc kết thúc, nếu không họ sẽ phải ăn lại một dĩa khác cho đến khi hoàn thành trước bản nhạc kết thúc.
Thử thách phụ
- Tại Haifischbar, mỗi đội phải uống hết bia đựng trong một chiếc ủng lớn.

### Chặng 5 (Đức → Pháp)

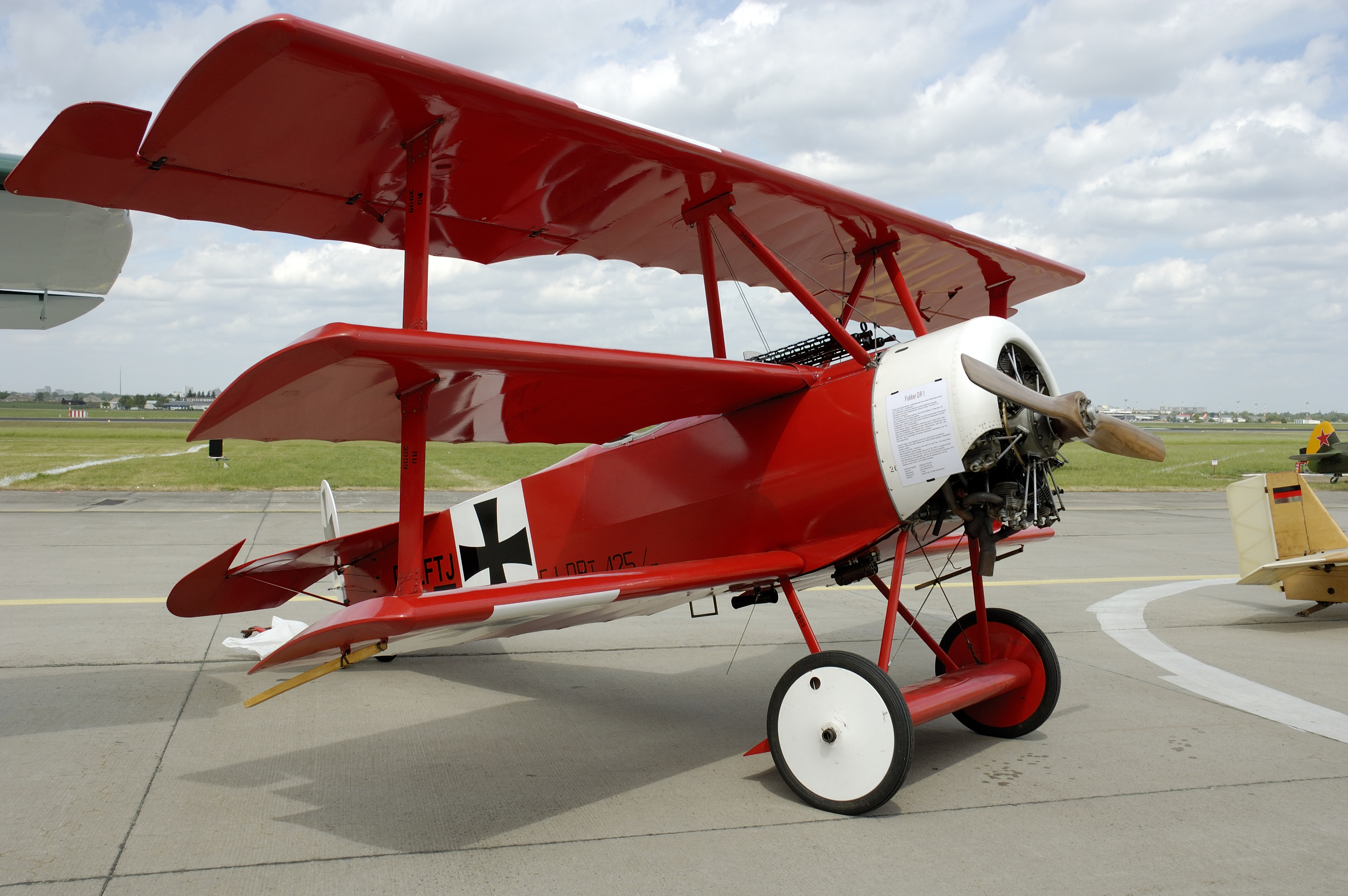
Trong Lựa chọn kép, các đội bị tấn công bởi chiếc Fokker Dr.I của phi công Manfred von Richthofen.

- Hamburg đi Les Monthairons, vùng Lorraine,  Pháp (Château des Monthairons (tiếng Pháp))
- Sainte-Menehould, Champagne-Ardenne (Boulangerie Defontaine)
- Massiges (La main de Massiges (tiếng Pháp))
- Massiges (Nhà thờ Massiges)
- Wargemoulin-Hurlus (Eglise Saint-Étienne de Wargemoulin (tiếng Pháp))

Sau khi điểm danh ở chặng trước, tất cả các đội được chở đế một địa điểm bí mật, Les Monthairons.
Detour  yêu cầu các đội lựa chọn giữa Trong chiến hào và Dưới lửa đạn. Các đội thay trang phục của lính Mĩ trong Chiến tranh thế giới thứ nhất. Trong chiến hào, các đội phải đi xuyên qua những chiến hào để đến một chiếc máy điện báo. Tại đây họ phải dịch một thông điệp đã được mã hóa bằng mật mã Morse. Nội dung của thông điệp là "We will prevail. Vive la France." (Chúng ta sẽ chiến thắng. Nước Pháp muôn năm.; sau đó các đội mang thong điệp sau khi giải mã đến cho viên binh sĩ Pháp. Trong Dưới lửa đạn, các đội phải bò dưới dây thép gai một quãng dài 100 foot (30 m) để nhận được thong điệp "The war is over. Vive la liberté." (Chiến tranh kết thúc. Hòa bình muôn năm); từ một người đàn ông đang núp trong hố cá nhân. Sau đó họ phải bò ngược trở lại chỗ của viên binh sĩ. Hình phạt Speed Bump dành cho Jordan & Jeff là gia cố lại chiến hào bằng cách cành cây.
Thử thách phụ
- Tại Boulangerie Defontaine, các đội phải mua một ổ bánh mì Pháp có chứa đầu mối tiếp theo của họ.
- Sau khi hoàn thành Detour, các đội đi về phía nam để đền trạm U-Turn và hộp chứa đầu mối tiếp theo.
- Khi tời nhà thờ Massiges, các đội chạy xe đạp trong trang phục của cuộc thi Tour de France lần đầu tiên năm 1903, để đến Pit Stop.

### Chặng 6 (Pháp)

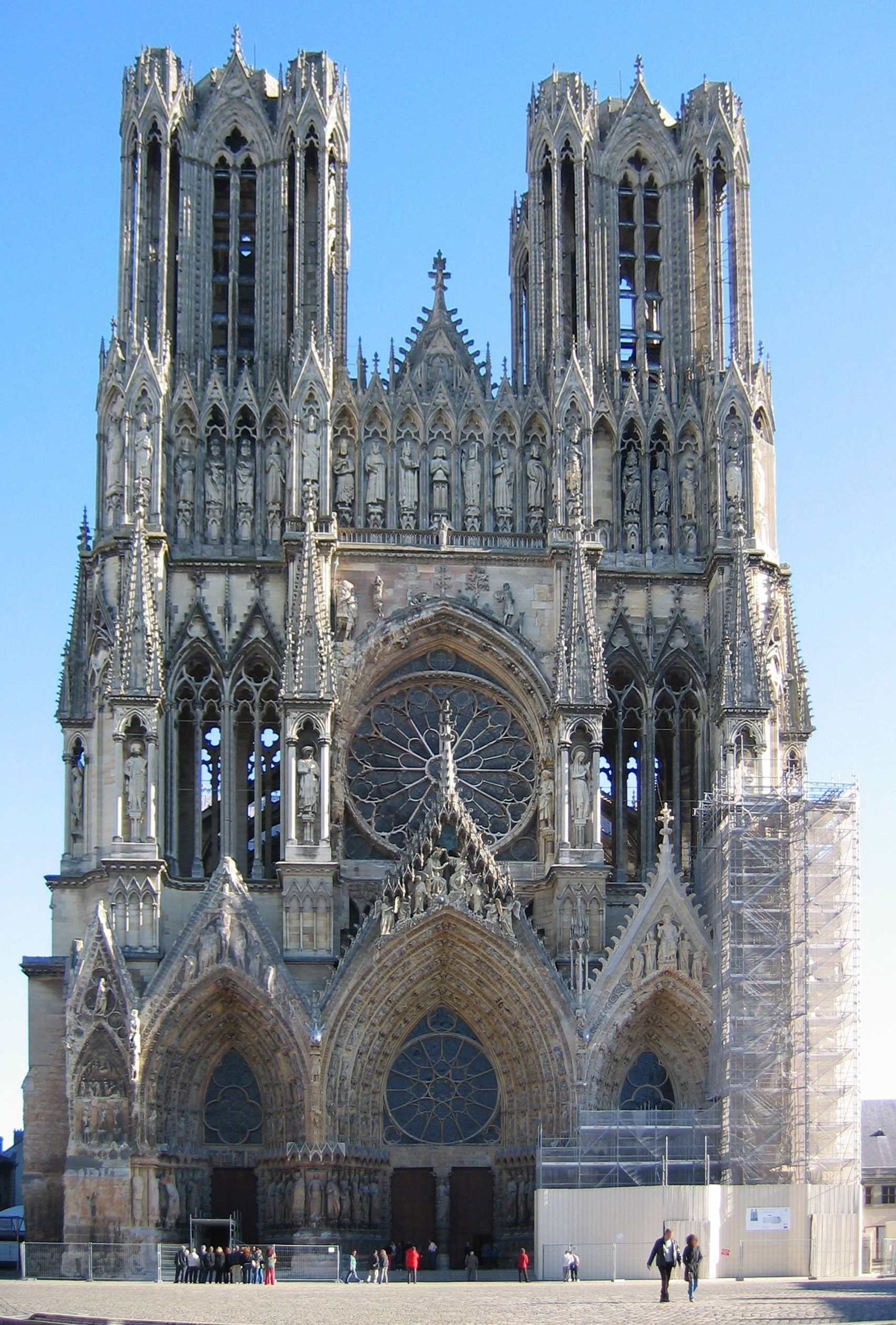
Nhà thờ Đức bà ở Reims.

- Reims (Nhà thơ Đức bà Reims – tượng Jeanne d'Arc)
- Épernay (Leclerc Briant Lưu trữ ngày 27 tháng 2 năm 2011 tại Wayback Machine)
- Pierry (Château de la Marquetterie (tiếng Pháp))
- Épernay (l'ORCCA Lưu trữ ngày 22 tháng 3 năm 2010 tại Wayback Machine (tiếng Pháp), la Maison Gallice)

Trong Roadblock của chặng này, các đội phải đi dây xuống một hầm rượu ở Leclerc Briant để tìm một chai sâm panh được đánh dấu đỏ và vàng của chương trình. Đầu mối kế tiếp nằm bên trong những chia rượu này.
 Detour  là lựa chọn giữa Tháp hay Vườn. Trong Tháp, các đội phải xếp 680 li rượu thành một tháp sâm panh cao 15 tầng với chỉ 1 li ở trên tầng cao nhất. Sau đó, các đội phải đổ hết một chai Taittinger lên trên tháp mà không làm vỡ một chiếc li nào. Trong Vườn, các đội tìm một chùm nho được đánh dấu mang đến cho người đàn ông đang thu hoạch nho để nhận đầu mối tiếp theo.
Thử thách phụ
- Tại Nhà thờ Đức bà, các đội phải tìm một người phụ nữ đang chơi một khúc cưa (musical saw) để nhận đầu mối kế tiếp là một nút bần từ hầm rượu Leclerc Briant.

### Chặng 7 (Pháp → Seychelles)

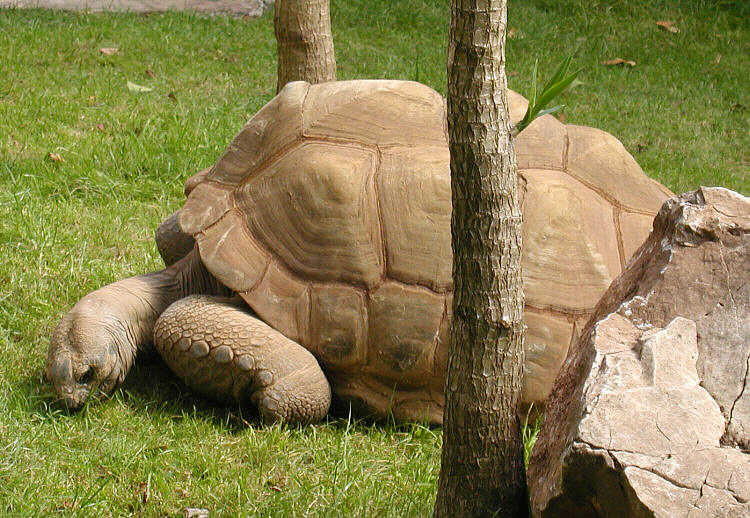
Giống rùa Aldabra xuất hiện trong Detour của chặng 7.

- Paris (Sân bay quốc tế Charles-de-Gaulle) đi Victoria, Mahé,  Seychelles (Sân bay quốc tế Seychelles)
- La Digue (L'Union Estate)
- Đảo St. Pierre Island
- Praslin (Khách sạn Paradise Sun)

Lựa chọn kép  gồm Rùa bước hay Trâu chạy. Trong Rùa bước, các đội dung một quả chuối để nhữ một con rùa trăm tuổi nặng 500 pound (230 kg) đi hết một đoạn đường được đánh dấu trước. Khi đã hoàn thành, họ phải mang một nải chuối đến một tiệm bán trái cây nằm cách đó 1,5 dặm (2,4 km) để nhận đầu mối kế tiếp. Trong Trâu chạy, các đội phải chất hết dừa lên trên một chiếc xe kéo nối liền với một con trâu. Họ sẽ điều khiển xe kéo để mang số dừa đến cho một người buôn trái cây để nhận đầu mối kế tiếp. Nếu họ làm rơi hay bỏ sót trái dừa nào, họ sẽ phải quay trở lại để lấy cho đủ số.
Trong Chướng ngại vật , một thành viên của mỗi đội phải lặn xuống biển để lấy một trong 7 chiếc chai có chứa đầu mối cuối cùng của chặng.
Thử thách phụ
- Khi tới Mahé, các đội đi tới một kiosk định trước để lấy số thứ tự. 3 đội đầu tiên xuất phát khoảng một giờ trước 3 đội kia.
- Sau khi hoàn thành Detour, các đội chọn một chiếc thuyền và được đưa đền gần đảo St. Pierre Islan. Khi đã ngừng tàu, thuyền trưởng sẽ đưa cho họ đầu mối Chướng ngại vật.
- Sau khi hoàn thành Roadblock, các đội phải bơi vào bờ. Khi đã về đến bờ, các đội lấy những miếng ghép đựng bên trong chai để hoàn thành tấm bản đồ dẫn đến Pit Stop.

### Chặng 8 (Seychelles → Malaysia)

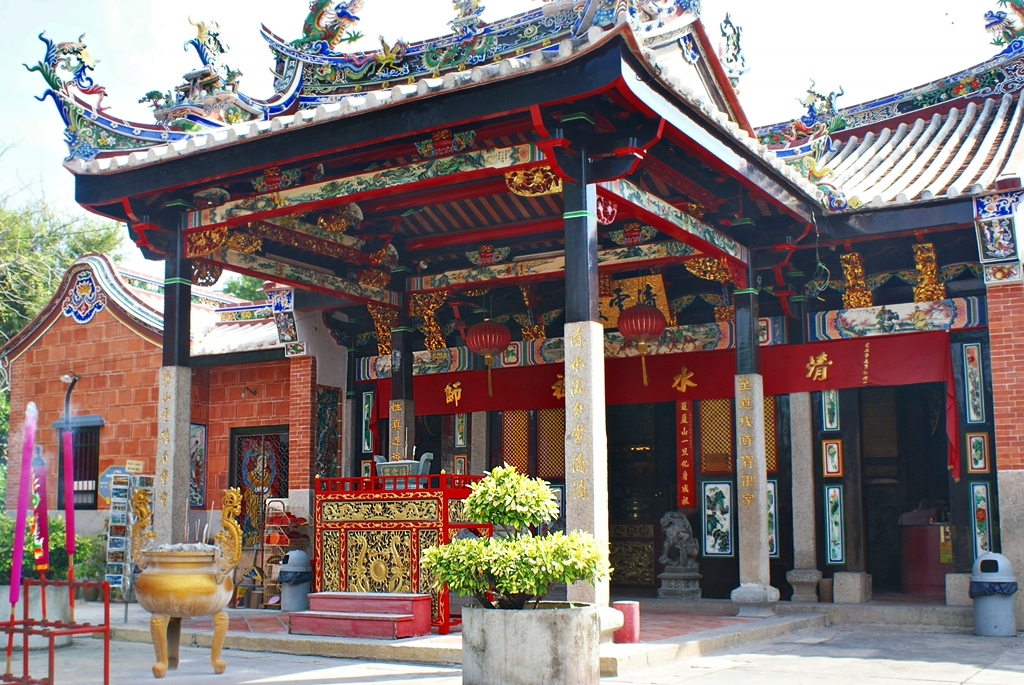
Đền rắn nơi các đội nhận được đầu mối Detour.

- Praslin đi Victoria, Mahé
- Victoria (Sân bay quốc tế Seychelles) đi George Town, Penang,  Malaysia (Sân bay quốc tế Penang)
- Bayan Lepas (Đền rắn)
- Teluk Bahang (Đền Koil Sri Singamuga Kaliamman)
- George Town (Pinang Peranakan Mansion)

Trong Detour kì này, các đội chọn giữa Truyền thống Phật giáo và Phong tục Trung Hoa. Trong Truyền thống Phật giáo, các đội đi đến chùa Tien Kong Than và phải khiêng những thanh nhan lên đỉnh của ngôi chùa. Sau khi sắp xếp theo đúng thứ tự và thắp hết nhan, các đội sẽ nhận được đầu mối kế tiếp. Trong Phong tục Trung Hoa, các đội đi đến công viên Padang Kota Lama và tham gia vào hoạt động mừng năm mới Âm lịch – giữ thăng bằng một cây cờ lớn trên trán và chạy vượt qua quảng trường. Khi đã hoàn thành, họ sẽ nhận được đầu mối tiếp theo.
Để hoàn thành Speed Bump, Jet & Cord đi đến Tropical Spice Garden tìm một người phụ nữa đang giã gia vị cho trà. Dựa vào mùi hương, họ phải tìm ra li trà được pha theo đúng phương thức.
Roadblock của chặng này yêu cầu các thí sinh phải chuẩn bị một bàn cúng theo phong tục của Ấn Độ giáo. Nhưng trước tiên họ phải kiếm được một trái dừa mà ruột có màu bằng cách đập vỡ những trái dừa nguyên.

### Chặng 9 (Malaysia → Singapore)

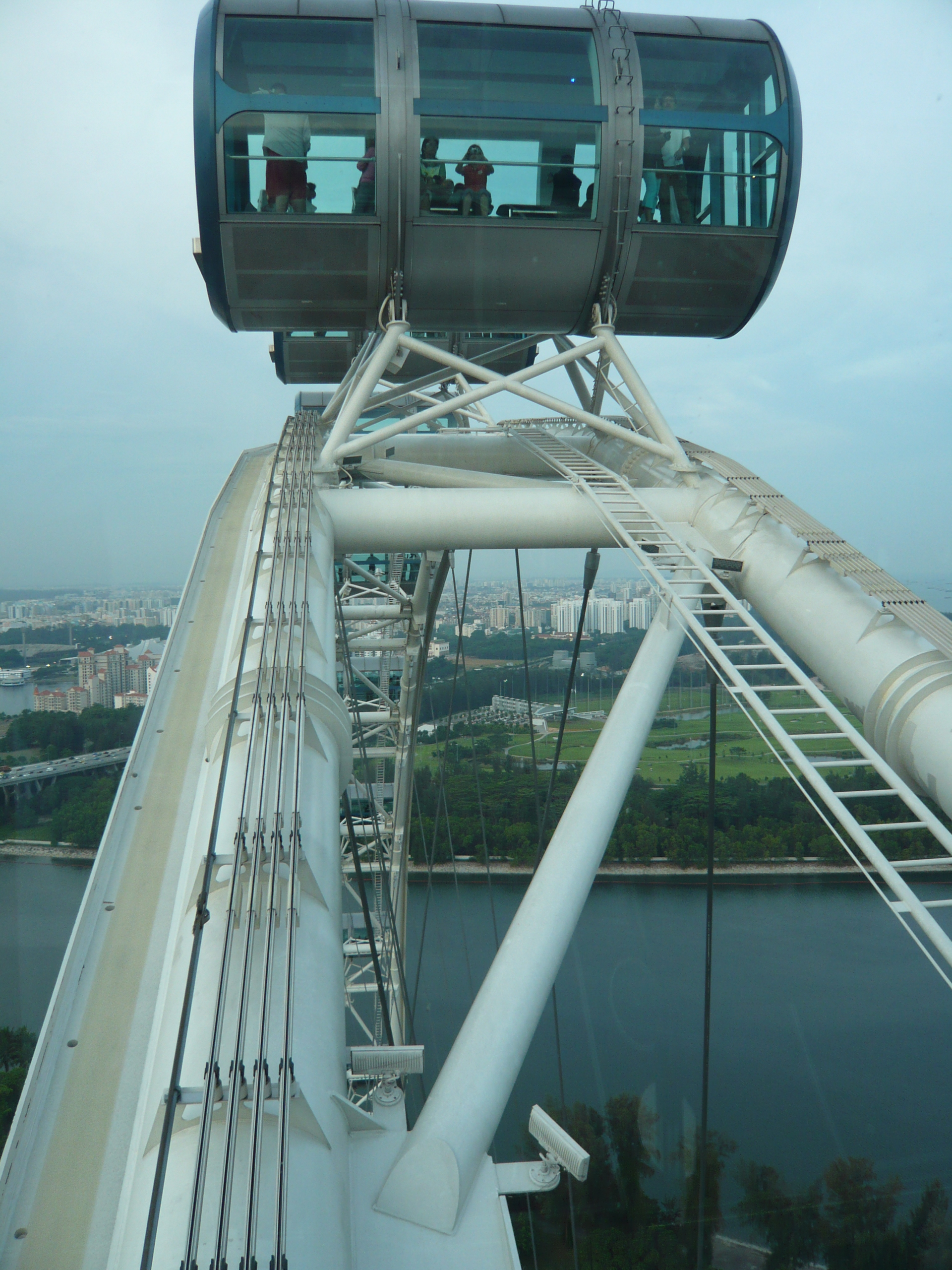
Fast Forward duy nhất của cuộc đua lần này diễn ra tại Singapore Flyer, đu quay cao nâất thế giới, nơi mà đội thi phải leo từ cabin này sang cabin khác.

- Sungai Nibong, Penang (Trạm bus Sungai Nibong) đi Kuala Lumpur (Puduraya)
- Kuala Lumpur (Trạm xe lửa Kuala Lumpur Sentral) đi  Singapore (Trạm xe lửa Tanjong Pagar)
- Singapore (Nhà hát Victoria)   (Singapore Flyer)
- Singapore (Công viên Istana Park)
- Singapore (Xưởng tàu ASL)
- Singapore (Sentosa - MegaZip)
- Singapore (Marina Barrage)

Thử thách Fast Forward duy nhất của cuộc đua đòi hỏi đội thi phải đi Singapore Flyer. Tại đây, họ phải leo ra bên ngoài của một cabin khi đã ở trên đỉnh của đu quay có độ cao 541 foot (165 m), sau đó, bò qua cabin kế tiếp. Khi đã hoàn thành, đội thi sẽ nhận được đầu mối hướng dẫn họ đi thẳng đến Pit Stop.
Trong Detour của chặng này, các đội lựa chọn giữa Pounding The Drums và Pounding The Pavement. Trong Pounding The Drums, các đội đi đến Speakers' Corner và học một bài trống. Sau đó họ phải biểu diễn trên sân khấu cùng với một đoàn múa lân để nhận được đầu mối tiếp theo. Trong Pounding The Pavement, các đội đi đền đường Rochor. Tại đây, họ phải thu thập đầy đủ ghế, một cây dù, một ổ bánh mì, bánh xốp và mười hộp kem. Sau đó, họ phải bán 25 ổ bánh mì sandwich kem kiểu Singapore.
Trong Roadblock của chặng này, một thành viên phải đếm số mắt trong một xích dài trong môi trường ồn ào và hỗn loạn ở cảng. Khi đã đếm chính xác 521 mắt, họ sẽ nhận được đầu mối kế tiếp.
Thử thách phụ
- Tại nhà hát Victoria, các đội phải tìm Allan Wu, người dẫn chương trình của The Amazing Race Asia, phiên bản châu Á của Cuộc đua.
- Sau khi hoàn thành Detour, các đội được hướng dẫn đến địa điểm của Trạm U-Turn tại giao điểm của đường Orchard và "thành phố trong chặng trước". Đầu mối này đưa họ đến Công viên Istana, giao điểm của đường Penang và đường Orchard.
- Tại Santosa, các đội phải tham gia trò chơi Mega Zip để qua hòn đảo bên kia nhận đầu mối kế tiếp.

### Chặng 10 (Singapore → Cộng hòa nhân dân Trung Hoa)

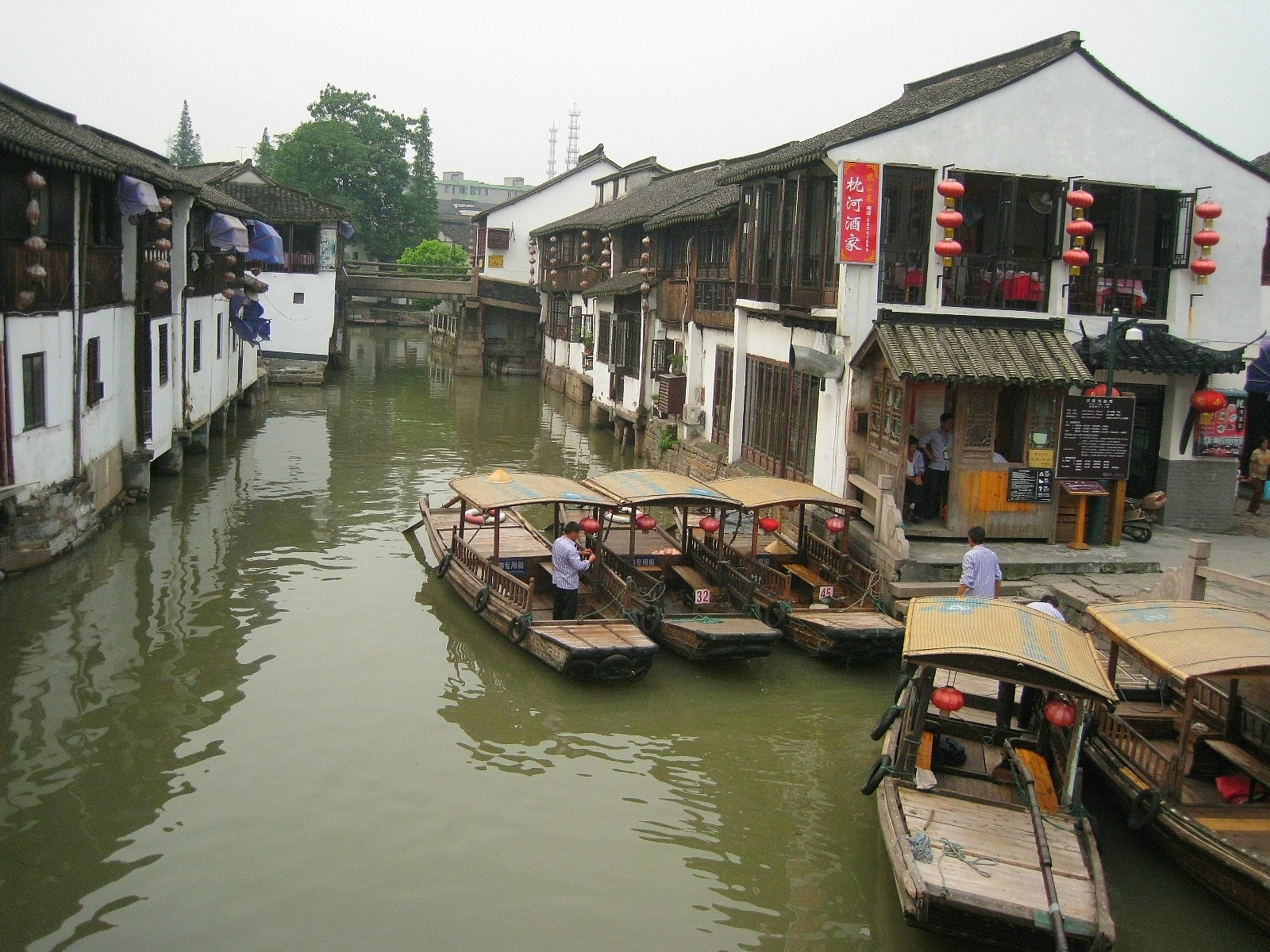
Zhujiajiao ở Thượng Hải, nơi các đội thực hiện Roadblock đầu tiên của chặng này.

- Singapore (Sân bay quốc tế Singapore Changi) đi Thượng Hải,  Trung Quốc (Sân bay quốc tế Phố Đông-Thượng Hải)
- Thượng Hải (Zhujiajiao)
- Thượng Hải (đường Thái Khang)
- Thượng Hải (Sân bóng đá Hồng Khẩu)
- Thượng Hải (Bảo tang Khoa học và Công nghệ Thượng Hải)

Chướng ngại vật  đầu tiên của chặng này yêu cầu các thí sinh phải làm bằng tay 1 kg mì theo cách địa phương. Khi đã làm xong, Hà Bình Bình, người đàn ông nhỏ nhất thế giới sẽ đưa cho họ đầu mối kế tiếp.
Chướng ngại vật  thứ hai yêu cần thành viên còn lại của mỗi đội phải sắp xếp 96 miếng ghép thành một tấm hình hoàn chỉnh. Sau đó, thí sinh sẽ phát các miếng ghép này cho khán giả trên khán đài theo đúng thứ tự của tấm hình. Nếu chính xác, mặt sau của các miếng ghép sẽ tạo thành một số ghế chính xác biểu thị nơi mà họ sẽ tìm ra đầu mối kế tiếp.
Thử thách phụ
- Ở Zhujiajiao, các đội đi bộ đến bến đò. Các chiếc đò sẽ lần lượt đưa họ đến địa điểm tiếp theo.
- Tại phố thời trang Taikang Lu của Thượng Hải, các đội bước vào một studio thời trang, họ sẽ được đưa một bản phác thảo trang phục. Sau đó họ phải tìm ra được những chi tiết này để thử trên người một người mẫu. Nếu chính xác, nhà thiết kế sẽ đưa cho họ đầu mối kế tiếp

### Chặng 11 (Cộng hòa Nhân dân Trung Hoa)
- Thượng Hải (Cầu Ngoại Bạch Độ)

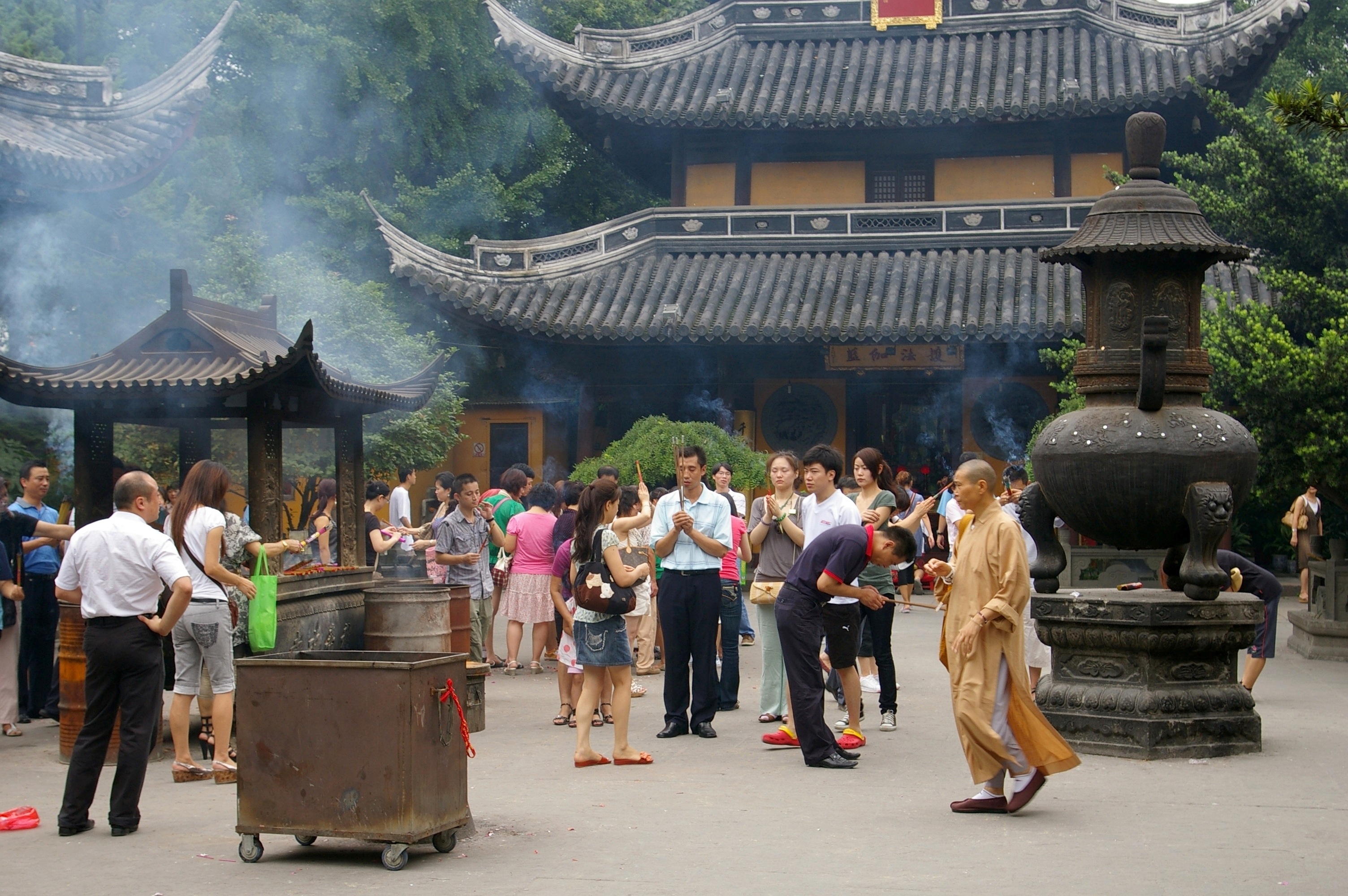
Chùa Long Hoa, nơi diễn ra Roadblock và Speed Bump của chặng này.

- Thượng Hải (Chùa Long Hoa Temple)
- Thượng Hải (Vường Dự Viên)
- Thượng Hải (Giang Đại Đạo (tiếng Trung))

Trong Roadblock của chặng này, một thành viên của mỗi đội bước vào đại điện của chùa Long Hoa và đếm tất cả các tượng vàng có trong phòng. Nếu đếm chính xác 523, họ sẽ nhận được đầu mối kế tiếp. Nếu đếm sai, họ phải chờ 10 phút sau để nộp đáp án khác.
 Speed Bump yêu cầu Louie & Michael phải thực hiện một nghi thức cầu may bằng cách ném đồng tiền vào trong một đỉnh nhan lớn. Khi cả hai đều đã thảy được đồng tiền vào trong đỉnh, họ sẽ có thể bắt đầu thực hiện Roadblock.
Detour của chặng này, các đội chọn giữa Pork Chops và Pork Dumplings. Trong Pork Chops, các đội đi đến một cửa hang mĩ nghệ và tìm trong số hàng trăm con dấu bằng đá hai con dấu có khắc tên của họ. Trong Pork Dumplings, các đội phải đi đến một tiệm bán há cảo và mang giao 10 đơn đặt hàng đến các địa điểm khác nhau trong chợ.

### Chặng 12 (Cộng hòa Nhân dân Trung Hoa → Hoa Kỳ)

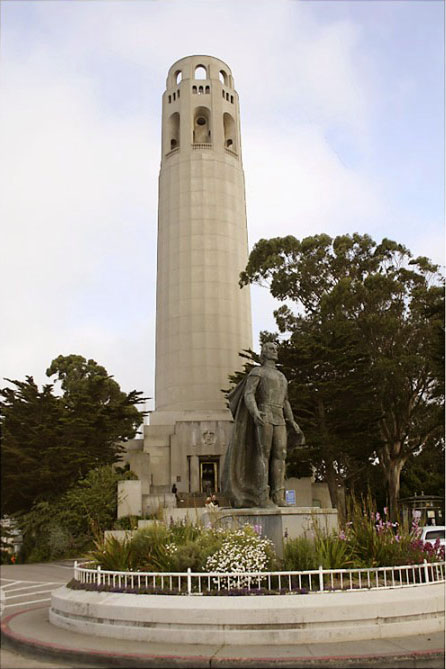
Tháp Coit, nơi các đội thực hiện Roadblock.

- Shanghai (Sân bay quốc tế Phố Đông-Thượng Hải) to San Francisco, California,  Hoa Kỳ (Sân bay quốc tế San Francisco)
- San Francisco (Fort Point - Battery Godfrey)
- San Francisco (Tháp Coit)
- San Francisco (Trung tâm kĩ thuật số Letterman – Tượng Yoda)
- San Francisco (Khách sạn Fairmont - Phòng Tonga)
- San Francisco (Nhà thính phòng Great American)
- San Francisco (Công viên Candlestick)  (Vạch kết thúc)

Trong Roadblock  này, các thí sinh phải leo lên đỉnh của tháp Coit để lấy đầu mối sau đó leo trở xuống.
Thử thách phụ
- Sau khi lấy đầu mối tại Battery Godfrey, các đội phải giải một câu đố dẫn họ đền với địa điểm kế tiếp: tháp Coit.
- Tại Trung tâm kĩ thuật số Letterman, một thành viên phải mặt một bộ trang phục cảm ứng trong khi đồng đội của họ sẽ điều khiển hiện than của họ trên màn hình vi tính đi qua một đoàn đường ảo dựa trên bộ phim Chiến tranh giữa các vì sao. Sau khi đã vượt qua 2 vòng của trò chơi, thí sinh sẽ có thể đọc được từ màn hình mày tính địa điểm kế tiếp: phòng Tonga.
- Khi đến phòng Tonga, các đội phải khiêng một chiếc rương đến Nhà thính phòng Great American.
- Tại Nhà thính phòng Great American, các đội phải sắp xếp các áp phích hình của các đội đã bị loại theo đúng thứ tự mà họ rời khỏi Cuộc đua để nhận được đầu mối cuối cùng là một bài đồng giao:

Jack be nimble,
Jack be quick,
Jack jump over
The candlestick.
Họ phải tìm ra điểm đến cuối cùng là Công viên Candlestick.